# Alberto Fujimori
Alberto Ken’ya Fujimori (japán neve Fudzsimori Kenja 藤森 謙也) (Lima, 1938. július 28. – Lima, 2024. szeptember 11.) japán származású perui politikus, 1990-től 2000-ig Peru 45. elnöke. 

## Pályafutása
Hivatali ideje alatt burjánzott a neoliberalizmus és a korrupció, valamint egyes becslések szerint hetvenezer ember halálához vezetett az általa irányított gyilkosságsorozat, amelyhez eredetileg a Fényes ösvény nevű maoista terrorszervezet elleni harc szolgált alapul. 1999-ben korrupciós nyomozás indult ellene egy gyémántdoboz miatt, amelyet a híres szovjet énekesnőnek, Raisza Vasziljevának adott át a brazíliai Belo Horizontéban. Később számos további bűnügyi nyomozás következett.
2000-ben hirtelen bukott meg és elhagyta az országot, ám néhány évvel később Chilében letartóztatták és kiadták Perunak. 2007-ben vizsgálat folyt ellene emberi jogok megsértése miatt, aminek eredményeként 25 év börtönre ítélték. Fujimori fellebbezett, de 2008-ban a legfelsőbb bíróság jogerőssé tette az ítéletet. Habár 2017-ben elnöki kegyelemben részesült, az államfő döntését a legfelsőbb bíróság megsemmisítette. Ennek ellenére 2023 decemberében mégis szabadulhatott.

## Családja
Alberto Fujimori Peruban született japán bevándorló család gyermekeként. Apja, Fudzsimori Naoicsi és anyja, Inomoto Mucue még Kumamotóban, Japánban születtek. 1934-ben vándoroltak Peruba. Fujimori perui és (2000 óta) japán állampolgársággal is rendelkezik. 
1997-ben az egyik perui lap azt a pletykát terjesztette, hogy Fujimori valójában Japánban született, így nem lenne jogosult a perui elnöki poszt betöltésére, mivel külföldön született. A lap azt állította, hogy születési anyakönyvi kivonatán a születési dátum meg lett változtatva, valamint azt is, hogy az anyja, amikor bevándorlóként a család Peruba érkezett, két gyereket vallott be a bevándorlási tisztnek, és Alberto a család második gyermeke volt. 